# 캔자스시티 재즈
캔자스시티 재즈(Kansas City jazz)는 1920년대와 1930년대에 미주리주 캔자스시티에서 만들어진 재즈 스타일로서, 형식이 정해진 빅밴드 스타일을 비밥의 음악적 즉흥 스타일로 전환한 것이 특징이다.

## 배경
1920년대의 후반, 미주리주의 악덕정치가 헨다개스트는 금주법을 무시하고 캔자스시티를 치외법권적 환락도시로 만들었다. 이런 분위기 속에서 뉴욕에서 볼 수 없는 비그밴드 재즈가 발생하였다. 볼륨이 있는 사운드 뮤직과 잼 세션적인 헤드어레인지로 하는 연주는 그 곳에서 우수한 뮤지션의 뉴욕 진출과 더불어 비밥의 형성을 촉진하였다.